# Orgyia pseudotsugata
Orgyia pseudotsugata és una espècie de lepidòpter ditrisi de la família dels erèbids (Erebidae), subfamília Lymantriinae

## Descripció
Els mascles adults tenen coloració marró grisosa amb taques brillants i marques fosques. L'envergadura alar dels mascles és de 25-34 mil·límetres. Quan estenen les ales es poden veure les ales posteriors de color marró.
Els individus de la part nord de la seva àrea de distribució són de color més fosc i la població del sud és més lleugera. Les antenes són plomoses.
Les femelles no poden volar, ja que tenen ales rudimentàries.
Les larves fan 20-26 mil·límetres i són acolorides, amb taques vermelles, espines blanques, flocs de pèls de color vermell i blanc i densos menats de pèls llargs i negres que es projecten cap endavant i endarrere.
Els adults volen de juliol o agost a novembre.

## Distribució
Es troba als boscos de l'oest d'Amèrica del Nord i ha estat identificada a la Colúmbia Britànica, Idaho, Washington (estat), Oregon, Nevada, Califòrnia, Arizona, i Nou Mèxic. Els esclats ocorren en cicles d'aproximadament vuit a dotze anys i normalment duren fins a quatre anys; de vegades més temps. Els informes d'Idaho i de l'estat de Washington indiquen que el 2011 va haver un esclat important.

## Plantes nutrícies
Les larves s'alimenten d'espècies de Pseudotsuga i Abies.

## Cicle de vida
Els ous es desclouen a la primavera (maig a juny) i les larves joves comencen a alimentar-se del nou fullatge (creixement de l'actual temporada d'agulles). Més endavant s'alimenten del nou i del vell fullatge.
El moviment de les erugues és el principal mitjà de dispersió biològica. Produeixen fils sedosos que pot atrapar el vent quan cauen d'una branca a una altra. Produeixen una mena de xarxa. Dins d'aquest capoll pupen al juliol o l'agost.
Els adults emergeixen i són actius cap a finals d'estiu i principis de tardor. Les femelles no voladores es mantenen a prop dels capolls dels que van sorgir i s'aparellen immediatament.
Els ous són esfèrics i blancs i els posen dins una massa que els protegeix durant l'hivern.
Donat que la femella és sedentària, els brots de població es mantenen sempre en el mateix lloc.

## Administració
Una clau per a la gestió dels brots és la detecció. Els entomòlegs monitoren els boscos, utilitzant un "sistema d'alerta primerenca" de trampes encebades amb feromones. Els brots desapareixen per si sols, però es poden emprar tècniques silvícoles pel maneig de la fusta afectada, o polvoritzar de forma aèria amb productes químics.

## Subespècies
- Orgyia pseudotsugata pseudotsugata
- Orgyia pseudotsugata morosa Ferguson, 1978
- Orgyia pseudotsugata benigna Ferguson, 1978

## Galeria

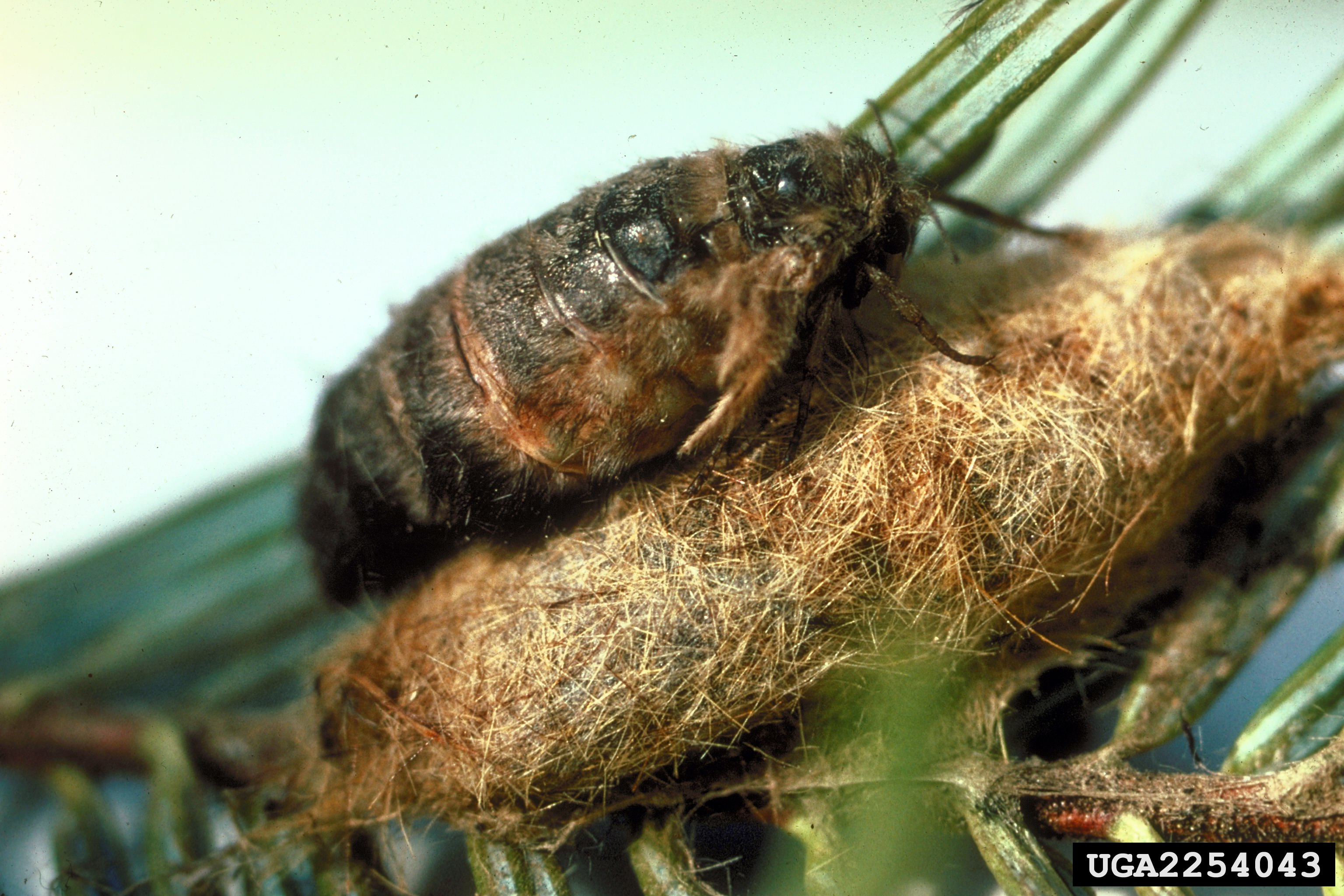
Femella adulta
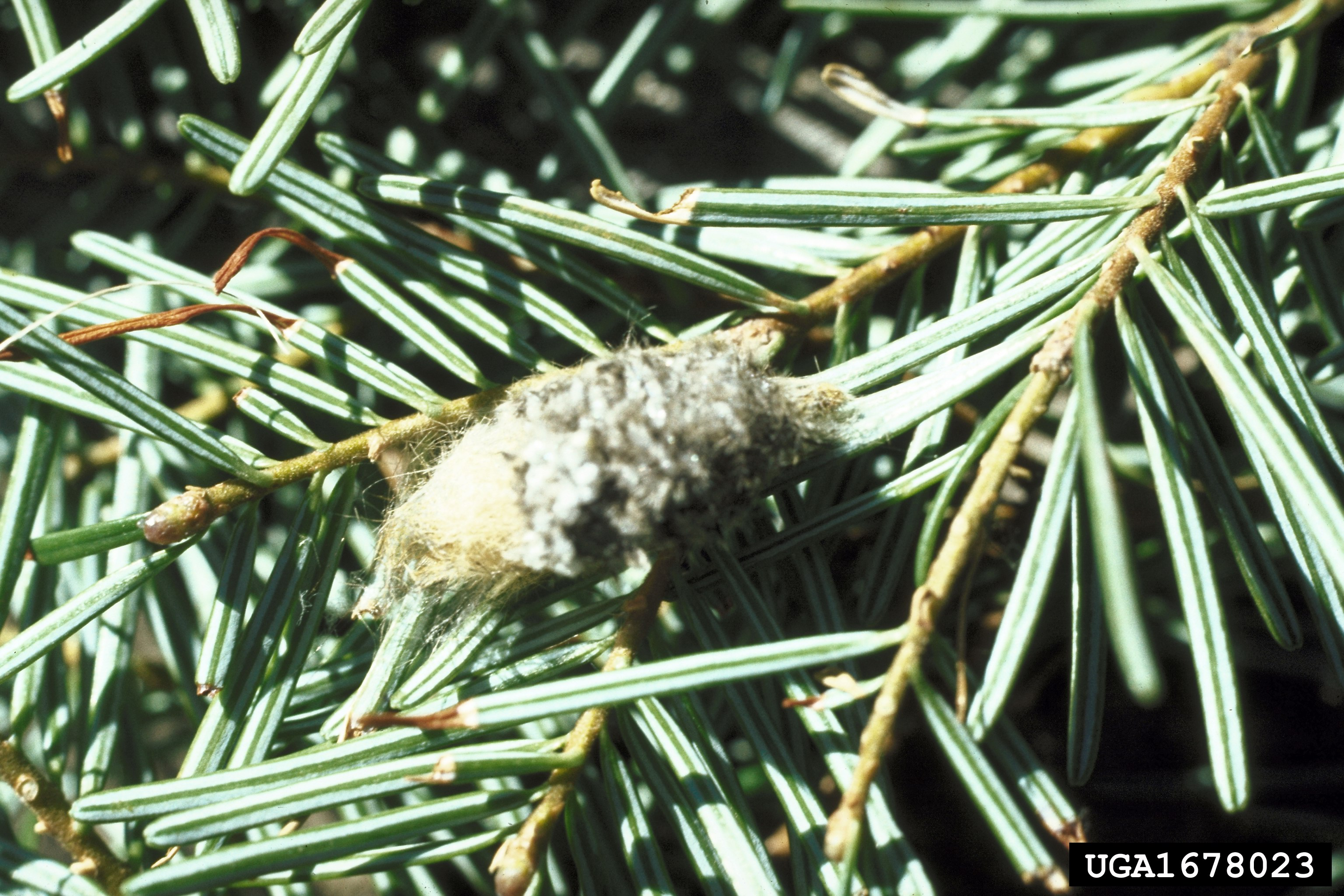
Ous d'Orgyia pseudotsugata
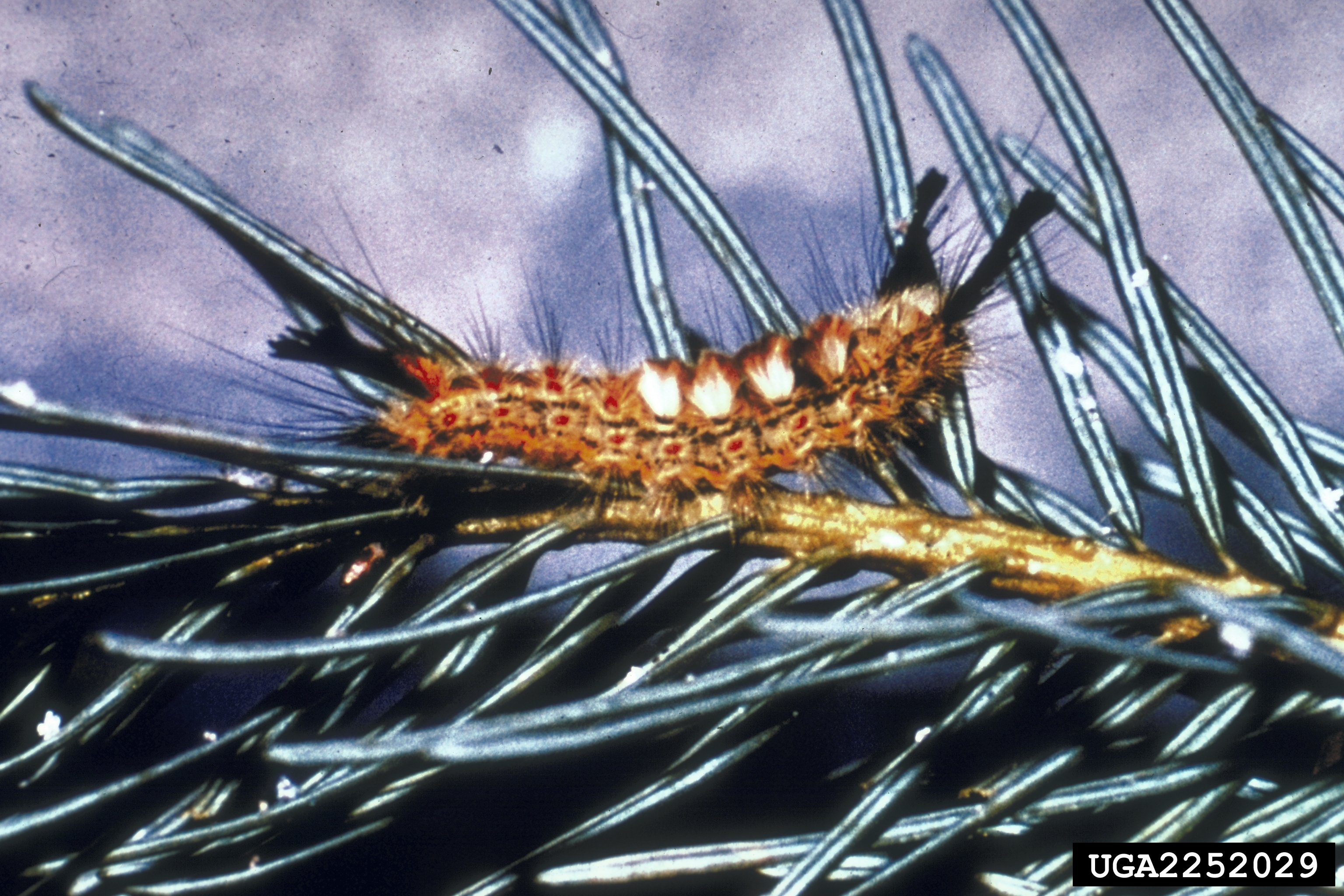
Larva d'Orgyia pseudotsugata
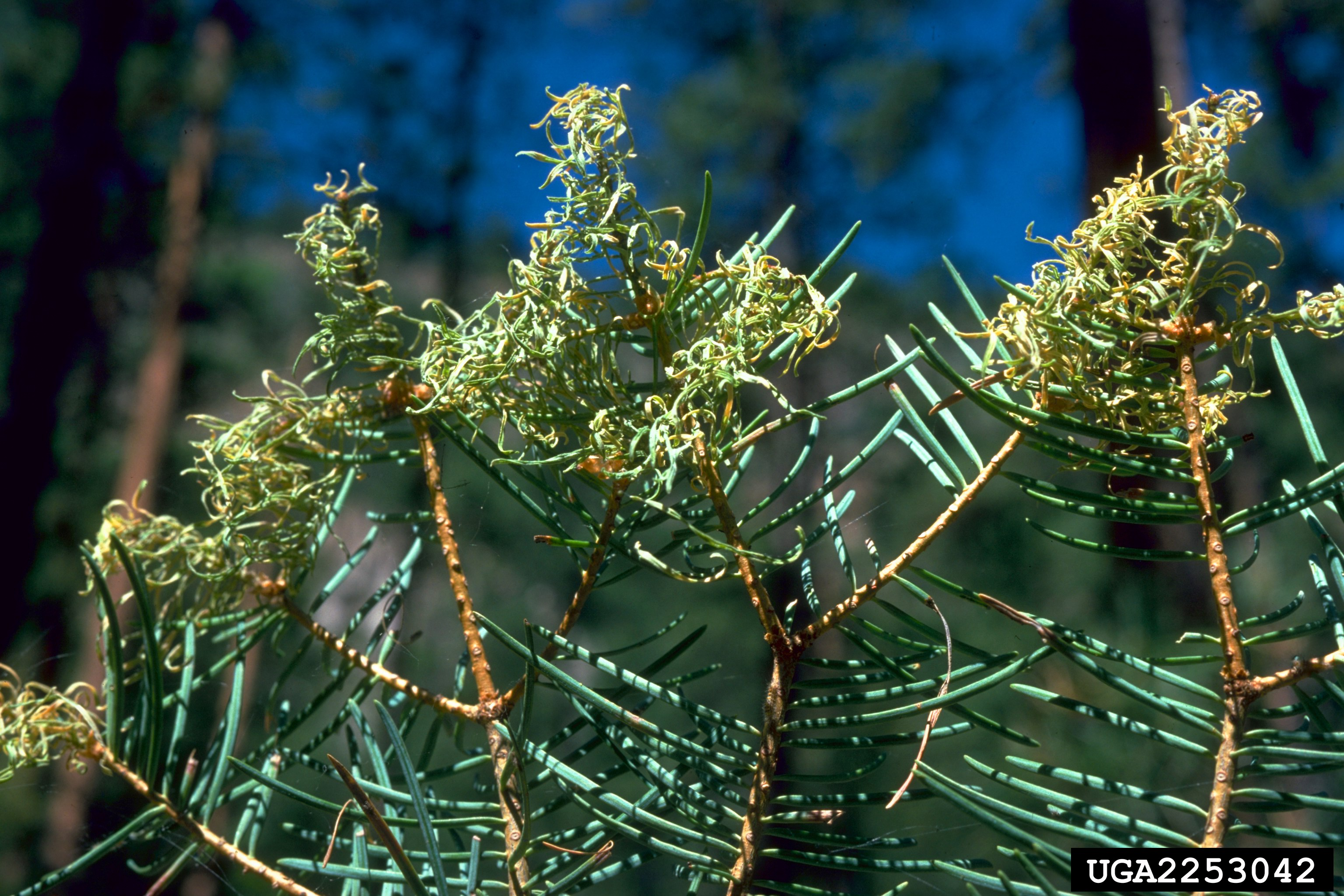
Danys
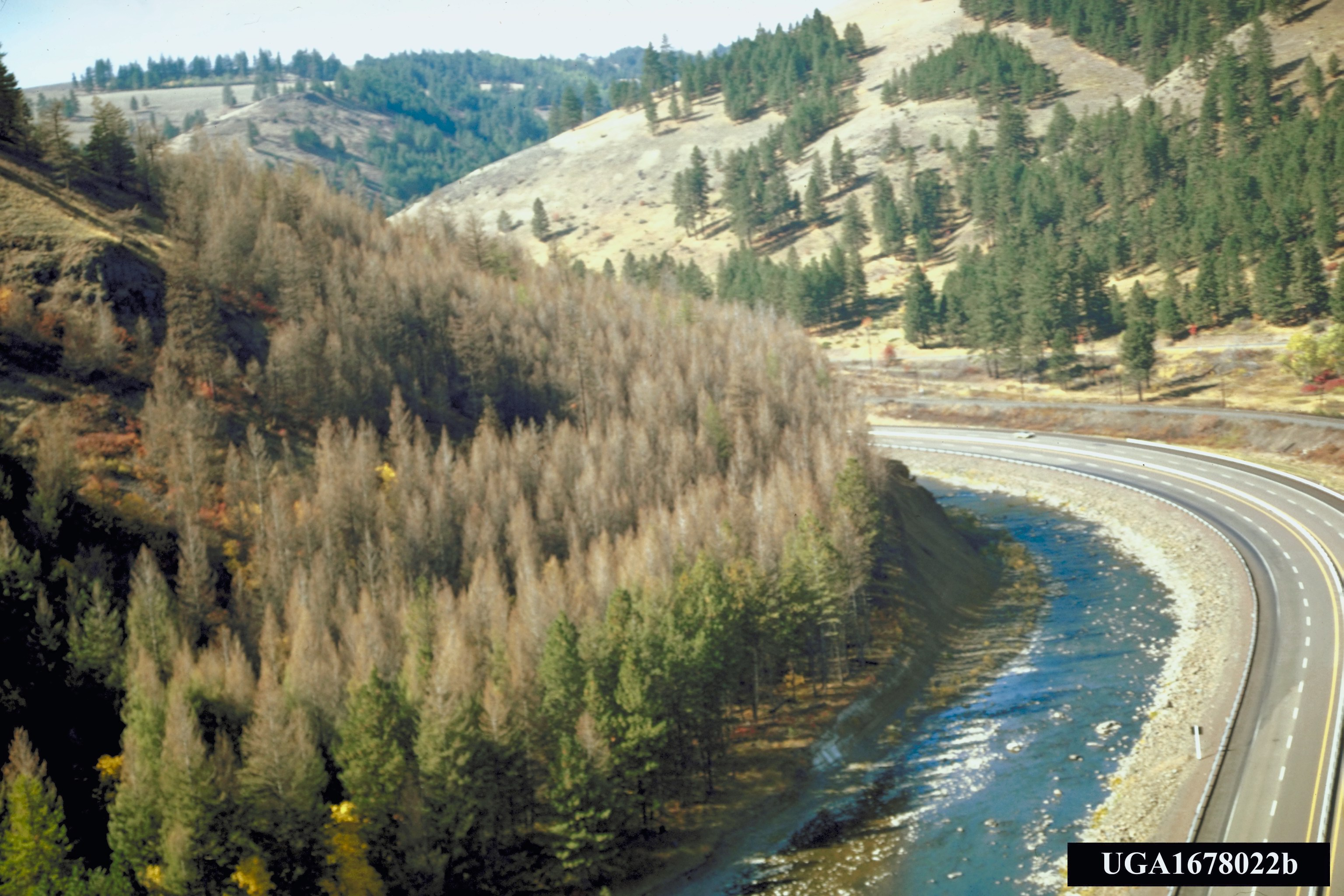
Danys
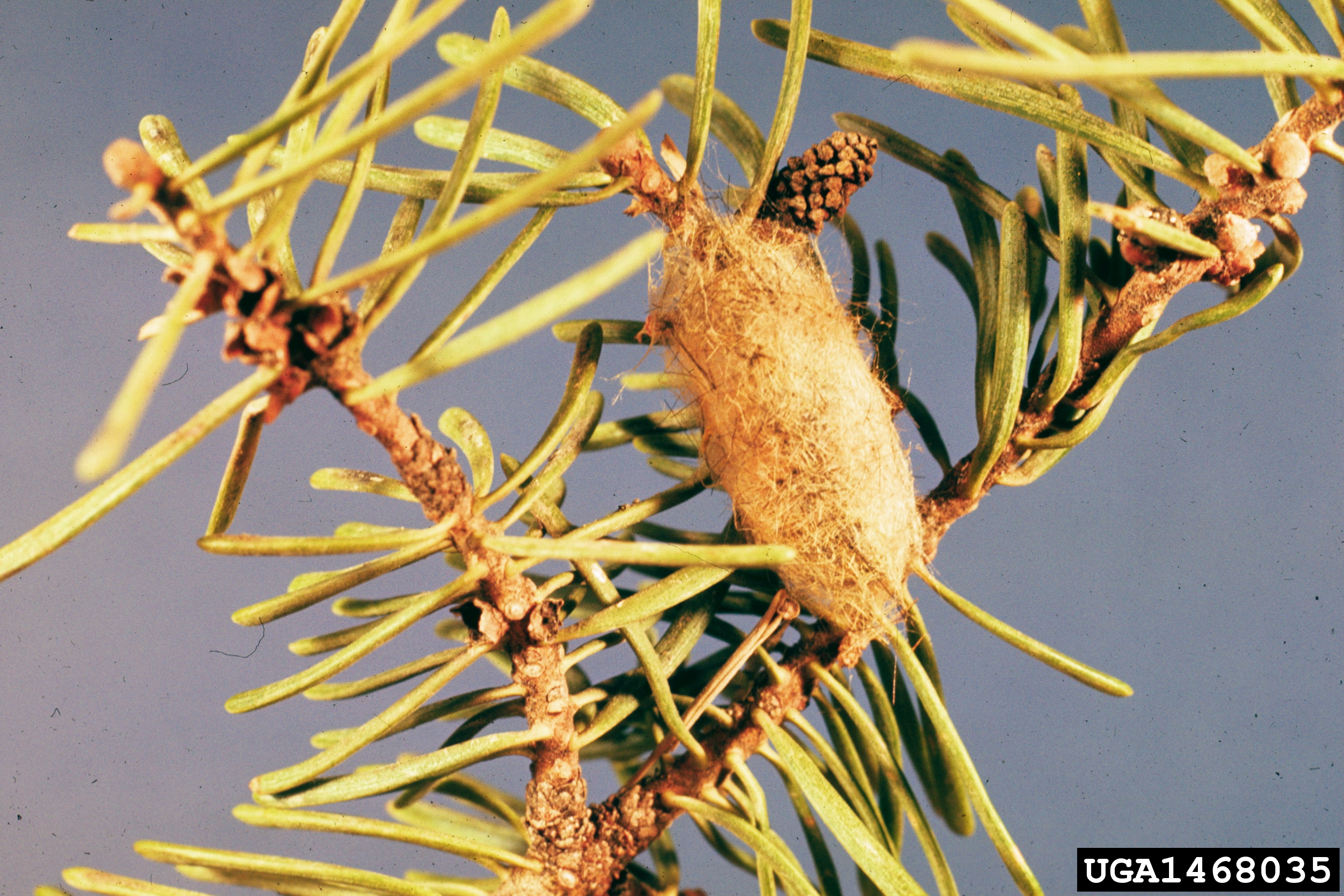
Capoll d'Orgyia pseudotsugata
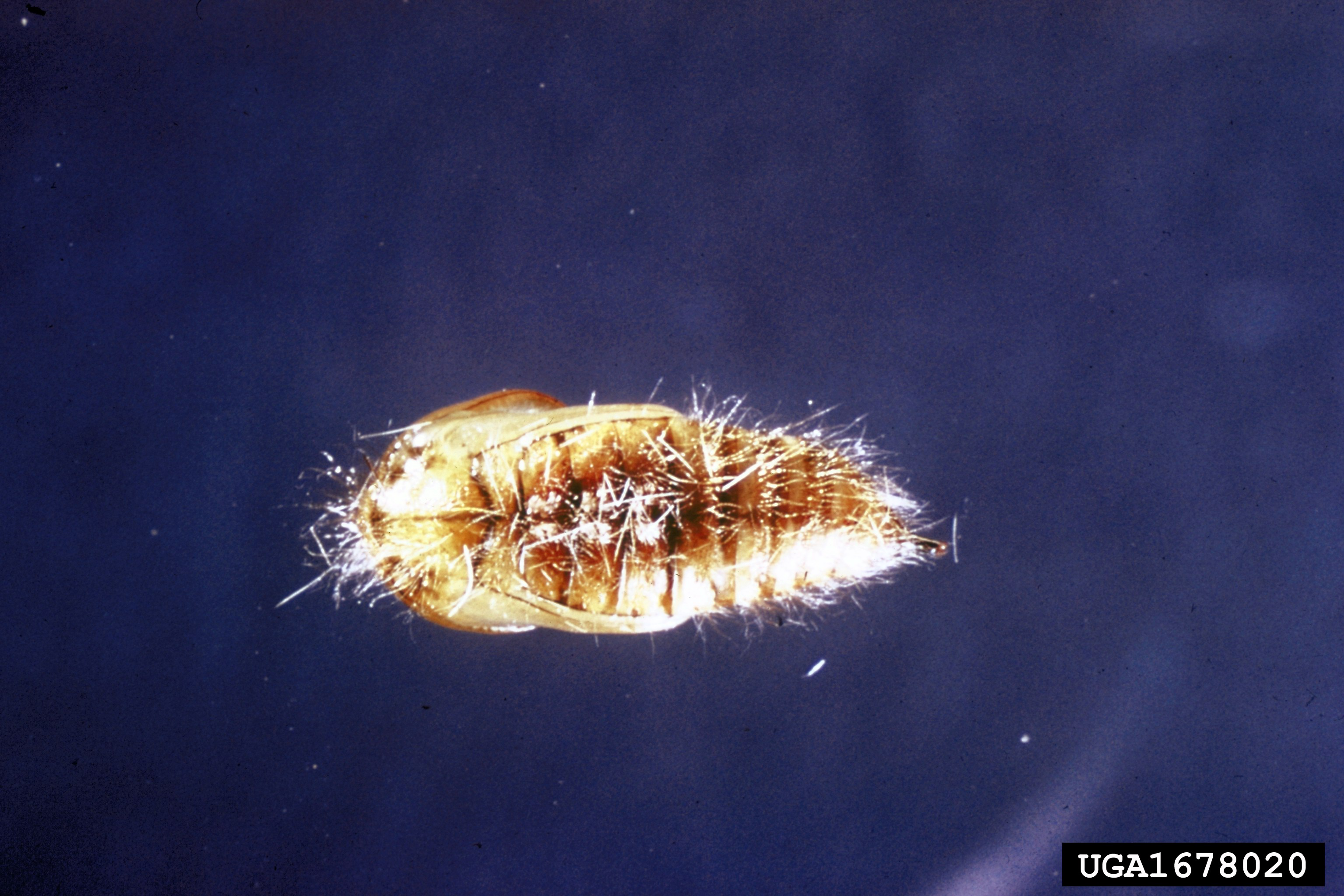
Pupa d'Orgyia pseudotsugata
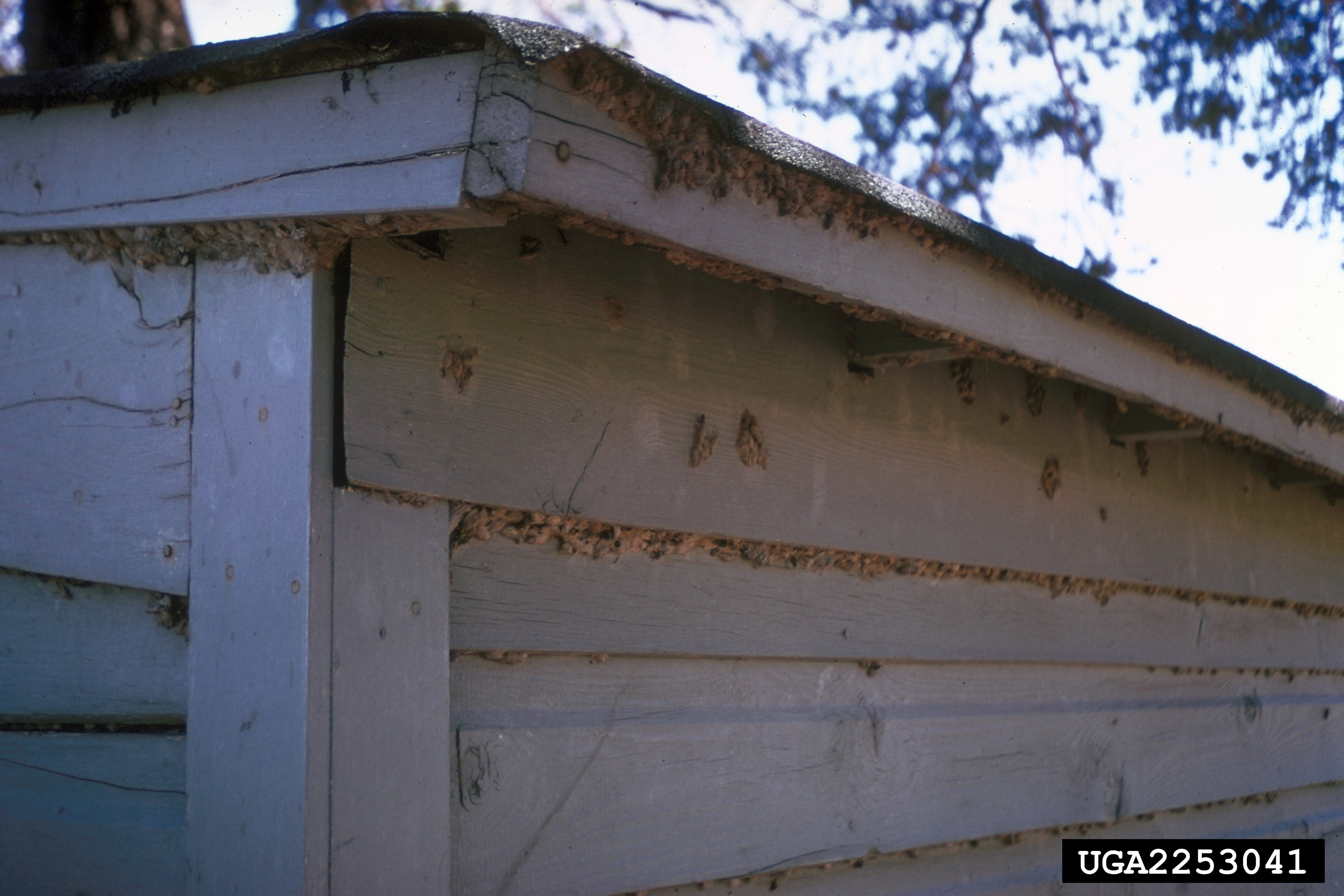
Adults d'Orgyia pseudotsugata emergint dels seus capolls en un edifici
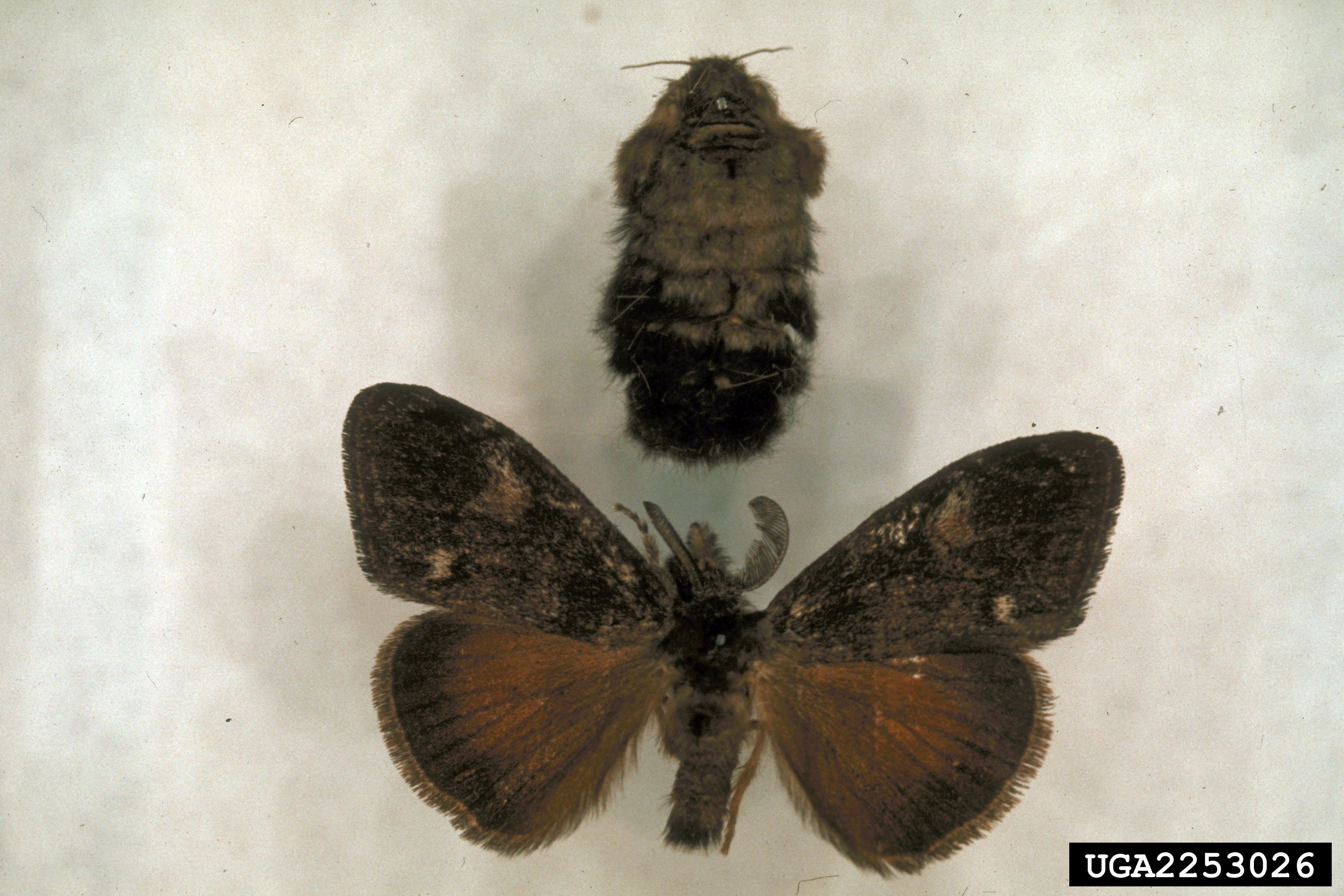
Femella i mascle d'Orgyia pseudotsugata